# Den militære intervention i Yemen 2015
Den militære intervention i Yemen 2015 begyndte, da Saudi Arabien udførte flere luftangreb med fly i Yemen den 25. marts 2015. Bombningerne kom, efter at Yemens præsident var flygtet fra landet og havde bedt nabolandene om hjælp.
Ifølge Reuters deltog også fly fra Egypten, Marokko, Jordan, Sudan, Kuwait, De Forenede Arabiske Emirater, Qatar og Bahrain i aktionen. Desuden skulle Egypten, Pakistan, Jordan og Sudan have været klar til at deltage i en landoffensiv.
Omkring 300.000 mennesker blev fordrevet, og mange lande herunder Kina, Pakistan og Indien evakuerede sine statsborgere. Mange grupper begyndte at flygte fra Yemen til det nordlige Somalia og Djibouti. Angrebene havde indtil 8. april 2015 kostet 200 civile livet, hvoraf 88 blev dræbt i Sana'a.

## Baggrund
Houthierne eller Anṣār Allāh er en shiitisk Zaidi oprørsgruppe, der - angiveligt med støtte fra Iran - overtog kontrollen med dele af Yemen igennem blandt andet en række optøjer i 2014 og 2015, hvilket Saudi-Arabien og andre lande fordømte som et forfatningsstridigt statskup. Optøjerne havde bund i den yemenitiske revolution i 2011, der udsprang af det arabiske forår. Den 25. marts 2015 valgte den internationalt anerkendte præsident Abd Rabbuh Mansur Hadi at forlade landet via Aden i det sydlige Yemen, som han kort inden havde erklæret som midlertidig hovedstad. Grunden til, at Hadi angiveligt forlod havnebyen, var, at oprørsstyrker nærmede sig byen.
Under Anṣār Allāhs sydlige offensiv begyndte Saudi-Arabien en militær oprustning på grænsen til Yemen. Som svar pralede kommandant Houthi med, at hans tropper ville hævne enhver Saudi-Arabisk aggression og ikke stoppe, før de havde taget Riyadh, Saudi-Arabiens hovedstad.
Yemens udenrigsminister, Riad Yassin, anmodede om militær bistand til landet fra Den Arabiske Liga den 25. marts. Dette skete samtidigt med, at nyheden om, at Hadi var flygtet ud af landet, kom frem.
Den 26. marts 2015 rapporterede den Saudi-Arabiske tv-station Al-Ekhbariya TV, at Hadi var ankommet til Al-Riyadh lufthaven og var blevet budt velkommen af Saudi-Arabiens forsvarsminister Mohammad bin Salman Al Saud.

## Luft-kampagne
Det blev den 27. marts hævdet, at 39 civile, heriblandt kvinder og børn, var blevet dræbt i luftangrebene indtil den 27.; senere er tallet steget til omkring 200 civile.
Tirsdag den 21. april meldte brigadegeneral Ahmed Asseri ifølge Reuters, at luftangrebene fra Saudi Arabien ville blive indstillet. Han meldte dog samtidigt, at "Koalitionen vil stadig forhindre houthi-militserne i at bevæge sig og udføre operationer inde i Yemen". Tidligere samme tirsdag havde den iranske viceudenrigsminister Hossein Amir Abdollahian meddelt, at en våbenhvile i Yemen sandsynligvis var nært forestående. Samme udmelding kom fra Abdel Malek al-Ijri fra houthiernes politbureau.
Den 12. juni 2015 bombede den saudiarabisk ledede luftstyrke de shiamuslimske oprørere og deres allierede, hvilket forårsagede store ødelægger på husene i Yemens i det historiske centrum af hovedstad Sanaá. Det historiske centrum er placeret på UNESCOs verdensarvsliste.
UNESCO har fordømt de saudiarabisk-ledede luftangreb på Sanaás gamle by. Irina Bokova, generaldirektør for UNESCO, udtalte:
"Jeg er dybt bedrøvet over tabet af menneskeliv samt den skade påført en af verdens ældste juveler af islamisk byarkitektur, ... jeg er chokeret over at se billederne af disse storslåede fleretagers højhuse og fredfyldte haver reduceret til murbrokker."

## Maritim indsats
Fire egyptiske flådefartøjer krydsede Suez-kanalen og sejlede mod Adenbugten, efter at luftangrebene var begyndt. Det var forventet, at de ville nå frem til det Røde Hav sent den 26. marts.
Det saudiske militær truede med at ødelægge ethvert skib, der forsøgte at anløbe havn i Yemen.

## Reaktioner i Yemen
På opfordring fra lederen af Houthi-bevægelsen, Abdul-Malik al-Houthi, var titusinder af yemenitter fra alle samfundslag gået på gaderne i hovedstaden, Sana'a, for at protestere og vise deres vrede over Saudi-Arabiens angreb.
I en tv-tale hånede Abdul-Malik al-Houthi Saudi-Arabien for deres "uberettigede angreb på Yemens folk". Han understregede, at angrebene afslører en "tyrannisk natur" hos det "saudiske regime". "Denne uberettigede aggression viser fjendtlighed og arrogance fra dette regime. Angrebene afspejler de umenneskelige angribere".
Ifølge Fars News Agency blev omkring 52 yemenitter såret i terrorangreb begået i Sana'a. Disse skulle have modtaget behandling i Iran ifølge Fars News og skulle angiveligt håbe på at kunne vende hjem igen for at kunne kæmpe imod de saudiske angribere. De bebrejdede USA og Israel for interne problemer i deres egne lande og opfordrede det internationale samfund til at træffe konkrete foranstaltninger for at forhindre de saudiske luftangreb på Yemen.

## Internationale reaktioner
- USA – USA's nationale sikkerhedsråds talskvinde Bernadette Meehan udtalte den 25. marts 2015, at USA ville samarbejde med Saudi-Arabien og give dem militær- og efterretningsstøtte, mens der ikke vil blive deltaget i "direkte militære aktioner".[32] Præsident Obama udtalte også sin støtte til at ville hjælpe Saudi-Arabien.[33]